# International Motor Cars
International Motor Cars (IMC) war ein US-amerikanischer Hersteller von Automobilen. Das im kalifornischen Oakland ansässige Unternehmen vertrieb zwei Jahre lang den Apollo GT, einen zweitürigen Sportwagen mit italienischer Karosserie und amerikanischer Antriebstechnik.

## Unternehmensgeschichte
Gründer des Unternehmens waren die amerikanischen Ingenieure Milton Brown und Ned Davis (nach anderen Quellen: Newt Davis). Brown hatte seit den 1950er-Jahren die Idee verfolgt, einen eigenen Sportwagen zu bauen und zu vertreiben. Die Möglichkeit dazu ergab sich 1961 durch eine Zufallsbekanntschaft mit dem in Italien ansässigen Kanadier Frank Reisner, der in Turin das Unternehmen Costruzione Automobili Intermeccanica betrieb. Intermeccanica verfügte über enge Kontakte zu zahlreichen kleinen Karosseriewerkstätten und Zulieferern, mit deren Unterstützung kostengünstig hochwertige Karosserien aufgebaut werden konnten. Brown und Reisner einigten sich im Herbst 1961 auf den gemeinsamen Bau eines Sportwagens. Reisners Unternehmen Intermeccanica sollte die Karosserien herstellen und in die USA liefern, wo Brown in einem eigenen Betrieb die Antriebstechnik einbauen und für den Verkauf des Autos auf dem nordamerikanischen Markt sorgen sollte. Zu diesem Zweck gründete Brown 1962 das Unternehmen International Motor Cars (IMC).
Das einzige Modell von IMC war der Apollo GT, dessen Produktion im Sommer 1963 in Italien begann. IMC bemühte sich, den Wagen in Nordamerika regulär über das Händlernetz der GM-Marke Buick vertreiben zu lassen, konnte letztlich die Buick-Händler aber nicht für das Projekt gewinnen. Am Ende gelang es IMC nicht, landesweit Händler zu verpflichten, die eine breite Vermarktung des Apollo ermöglicht hätten. Das Unternehmen blieb im Wesentlichen auf wohlhabende kalifornische Kunden beschränkt. 
IMC war von Beginn an unterfinanziert. 1963 betrug das Guthaben des Unternehmens lediglich 21.000 US-$. Die Hoffnung, durch regelmäßige Bestellungen einen kontinuierlichen Geldfluss zu erhalten, erfüllten sich nicht. Im Herbst 1964 war IMC zahlungsunfähig. Im Frühjahr 1964 traten die ersten Zahlungsschwierigkeiten auf, und im August 1964 war IMC insolvent. Ein Jahr später wurde das Unternehmen aufgelöst.
Intermeccanica lieferte daraufhin die im Wesentlichen unveränderten Karosserien an das texanische Unternehmen Vanguard Motors Corporation, das die Autos 1965 in den USA als Vanguard Vetta Ventura verkaufte. Parallel dazu gründete ein kalifornischer Rechtsanwalt die Apollo International Corporation, die keine Beziehungen zu IMC hatte. Apollo International Motors bezog acht Autos von Intermeccanica.

## Der Apollo GT

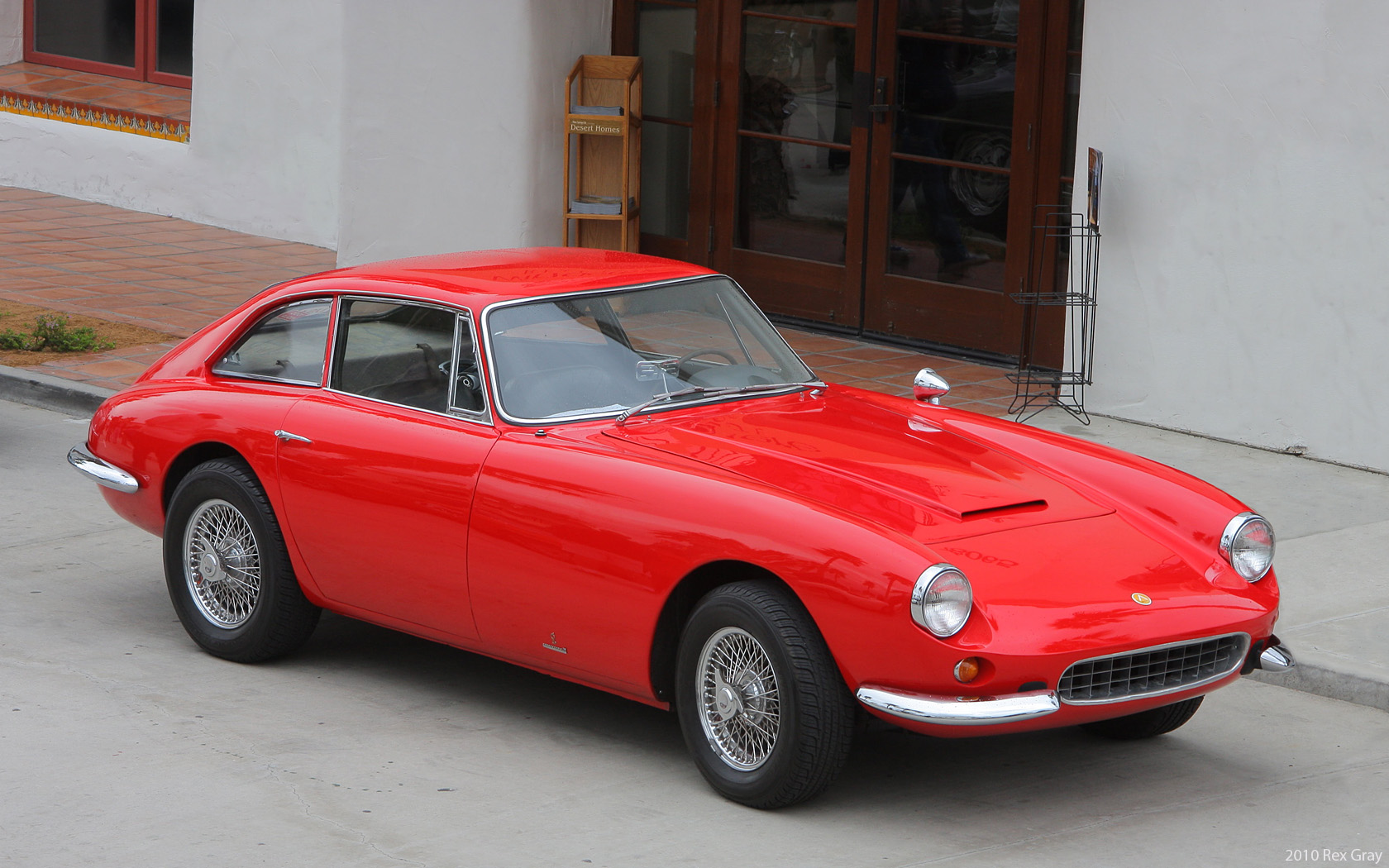
Apollo 5000 GT

Der Apollo GT ist ein zweisitziges Sportcoupé. Seine Karosserie wurde in den Grundzügen von Ron Plascia entworfen; vor Produktionsbeginn änderte der italienische Designer Franco Scaglione noch einige Details. Als Antrieb dient ein 3,5 Liter großer Achtzylinder-V-Motor von Buick (Apollo 3500 GT). Einzelne Fahrzeuge hatten stattdessen einen Achtzylindermotor mit 5,0 Liter Hubraum (Apollo 5000 GT). Neben dem Coupé gab es ein Cabriolet, das nur in sehr geringer Stückzahl entstand, sowie ein Einzelstück mit zwei zusätzlichen Notsitzen.